# Qualifizierter beruflicher Bildungsabschluss
Qualifizierter beruflicher Bildungsabschluss (Quabi) ist neben dem Mittlere-Reife-Zug (M-Zug, M-Zweig oder M-Klasse) ein weiterer vollwertiger mittlerer Schulabschluss der Mittelschulen in Bayern.

## Voraussetzungen
Voraussetzungen für den Quabi sind der qualifizierende Abschluss der Mittelschule (Quali), Abschluss der Berufsausbildung mit einer Durchschnittsnote von 3,0 oder besser und der Nachweis über mindestens ausreichende (= Note 4) Englischkenntnisse, die dem Leistungsstand eines fünfjährigen Unterrichts entsprechen; Absolventinnen und Absolventen, welche die Berufsschule vor dem 1. August 2011 abgeschlossen haben, kann der mittlere Schulabschluss nur nach der bis dahin geltenden Regelung mit dem Abschluss der Berufsausbildung mit einer Durchschnittsnote von 2,5 oder besser und dem Nachweis über mindestens befriedigender (= Note 3) Englischkenntnisse, die dem Leistungsstand eines fünfjährigen Unterrichts entsprechen, verliehen werden.
Dieser Nachweis kann insbesondere erbracht werden durch die Englischnote im Zeugnis über den erfolgreichen oder den qualifizierenden Abschluss der Mittelschule oder durch die Englischnote im Abschlusszeugnis der Berufsschule, sofern Englisch Pflichtfach ist.
Das Zeugnis über den Quabi wird von der Mittelschule ausgestellt, an der der Quali erworben wurde.

## Zeugnis
Die Voraussetzungen für den qualifizierten beruflichen Bildungsabschluss in Bayern sind:
- Antrag bei der besuchten Mittelschule
- ausreichende Englischkenntnisse
- Berufsabschluss mit mindestens 3,0 oder besser
- qualifizierender Mittelschulabschluss

In anderen Bundesländern gibt es gleiche oder ähnliche Abschlussmöglichkeiten z. B. 9+3 Modell.

## Weiterbildungsmöglichkeiten
Der Quabi ist aufgrund seiner besonderen Leistungsfeststellung ein vollwertiger mittlerer Schulabschluss und berechtigt, wie der Realschulabschluss auch, zum Besuch der gymnasialen Oberstufe (Voraussetzung: eine zweite Fremdsprache, i. d. R. Französisch oder Latein). Außerdem kann die mittlere Beamtenlaufbahn eingeschlagen werden (z. B. mittlerer nichttechnischer Verwaltungsdienst). Weiteres kann man auf die Fachoberschule, zum Erwerb der Fachhochschulreife, Fachschule und Fachakademie. Darüber hinaus ermöglicht er aufgrund der abgeschlossenen Berufsausbildung, anders als die allein an einer Schule erworbenen mittleren Schulabschlüsse, den Besuch einer Berufsoberschule, was wiederum zum Fachabitur oder über ein 13. Schuljahr sogar zur Allgemeinen Hochschulreife führt und damit ein Studium möglich macht.